# マーガレット (植物)
マーガレット（英: Marguerite [ˌmɑːrgəˈriːt]:マーガリート、学名：Argyranthemum frutescens）は、キク科の半耐寒性多年草。和名はモクシュンギク（木春菊）。

## 特徴
観賞用の園芸植物（花卉）として、主に温室やビニールハウスで栽培される。
カナリア諸島が原産地で、17世紀末にヨーロッパへ渡る。日本には明治時代末期に伝わり、大正時代から幅広く栽培されるようになった。3-7月に花をつける。白色の一重咲きが普通であるが、黄色やピンクのもの、八重咲き、丁字咲きのものもある。本来は宿根草であるが、日本では温暖地でないと越冬できない。フランスギク属のシャスターデージー Leucanthemum x superbum やフランスギク Leucanthemum vulgare とよく混同される。何年も越冬できて大株になってくると茎が木質化し、低木のようになる。繁殖は挿し芽による。
色々な花の咲き方があり、真ん中におしべ、めしべがありその周りに花びらがついている咲き方や、全体に花びらが付いている、オペラ咲きなどがある。